# Pura al cento per cento
Pura al cento per cento (The Girl from Missouri) è un film statunitense del 1934 diretto da Jack Conway.

## Trama
Una ragazza del sud arriva in città in cerca di un marito ricco. Crede di averlo trovato in un avvocato milionario ma presto suo figlio si invaghisce di lei.